# Minolta AF
 (octobre 2009).
Si vous disposez d'ouvrages ou d'articles de référence ou si vous connaissez des sites web de qualité traitant du thème abordé ici, merci de compléter l'article en donnant les références utiles à sa vérifiabilité et en les liant à la section « Notes et références ».

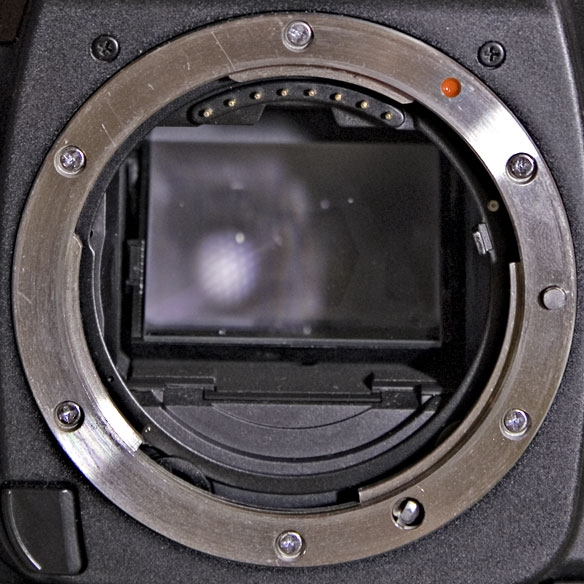
Monture Minolta A.

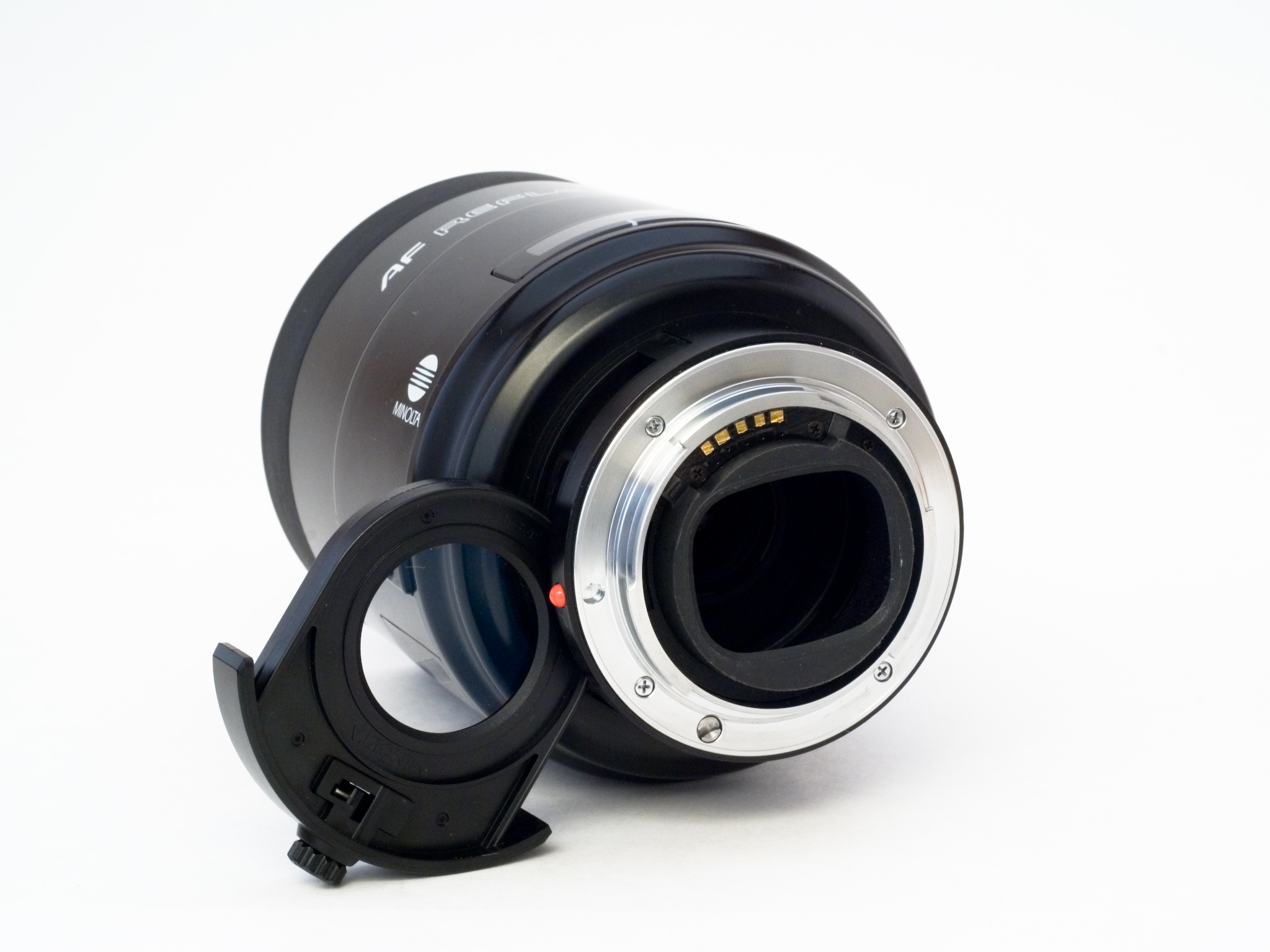
La monture vue côté objectif.

Le système Minolta AF est un ensemble d’équipements photographiques (appareils, objectifs et montures) développé par Minolta avant l’acquisition de ce dernier par Konica puis, pour la division photographique, par Sony. Basé sur une monture à baïonnette, appelée monture A, ou monture alpha, dotée d’un tirage mécanique de 44,5 mm, soit un millimètre de plus que la précédente monture SR de 1958 (43,5 mm). La nouvelle monture est également plus large, 49,7 mm contre 44,97 mm sur l'ancienne monture SR et à cause du tirage mécanique plus important, les anciens objectifs manuels sont incompatibles avec le nouveau système. Minolta avait acheté la technologie autofocus de l'appareil Leica Correfot, utilisée en partie dans la technologie autofocus de la monture A. Cette monture est maintenant utilisée par Sony, qui a acheté la division des appareils photo reflex de Konica Minolta, Konica et Minolta ayant fusionné quelques années auparavant.
Le système Minolta à monture A fut d'abord appelé Maxxum en Amérique du Nord et α (Alpha) au Japon et dans le reste de l'Asie. En Europe, les premiers appareils Minolta à monture A furent d'abord désignés par un nombre à quatre chiffres suivi par AF. Le nom Dynax (en Europe seulement) fut introduit plus tard avec les appareils de la série "i", la deuxième génération des appareils Minolta à monture A.
Les premiers boîtiers du système AF furent les Minolta 7000 (premier reflex autofocus motorisé à être commercialisé avec succès, en 1985), Minolta 5000 et Minolta 9000. À l’exception notable des appareils Minolta Vectis (en) au format APS, la quasi-totalité des boîtiers reflex développés par Minolta après 1985 sont compatibles AF, ainsi que les boîtiers, objectifs et accessoires reflex numériques commercialisés par Sony Alpha depuis 2006 et Hasselblad depuis 2014.
Sigma, Tamron et Tokina développent ou ont également développé des objectifs et accessoires compatibles.

## Boîtiers argentiques Minolta

### Première génération
- Minolta 9000 AF
- Minolta 7000 AF
- Minolta 5000 AF

Le Dynax 9000 pouvait en sus être complété des accessoires suivants :
- Moteur MD-90
- Rembobineur automatique AW-90

### Deuxième génération
- Minolta Dynax 8000i
- Minolta Dynax 7000i
- Minolta Dynax 5000i
- Minolta Dynax 3000i

### Troisième génération
- Minolta Dynax 9xi
- Minolta Dynax 7xi
- Minolta Dynax 5xi
- Minolta Dynax 3xi
- Minolta Dynax SPxi
- Minolta Dynax 2xi

### Quatrième génération

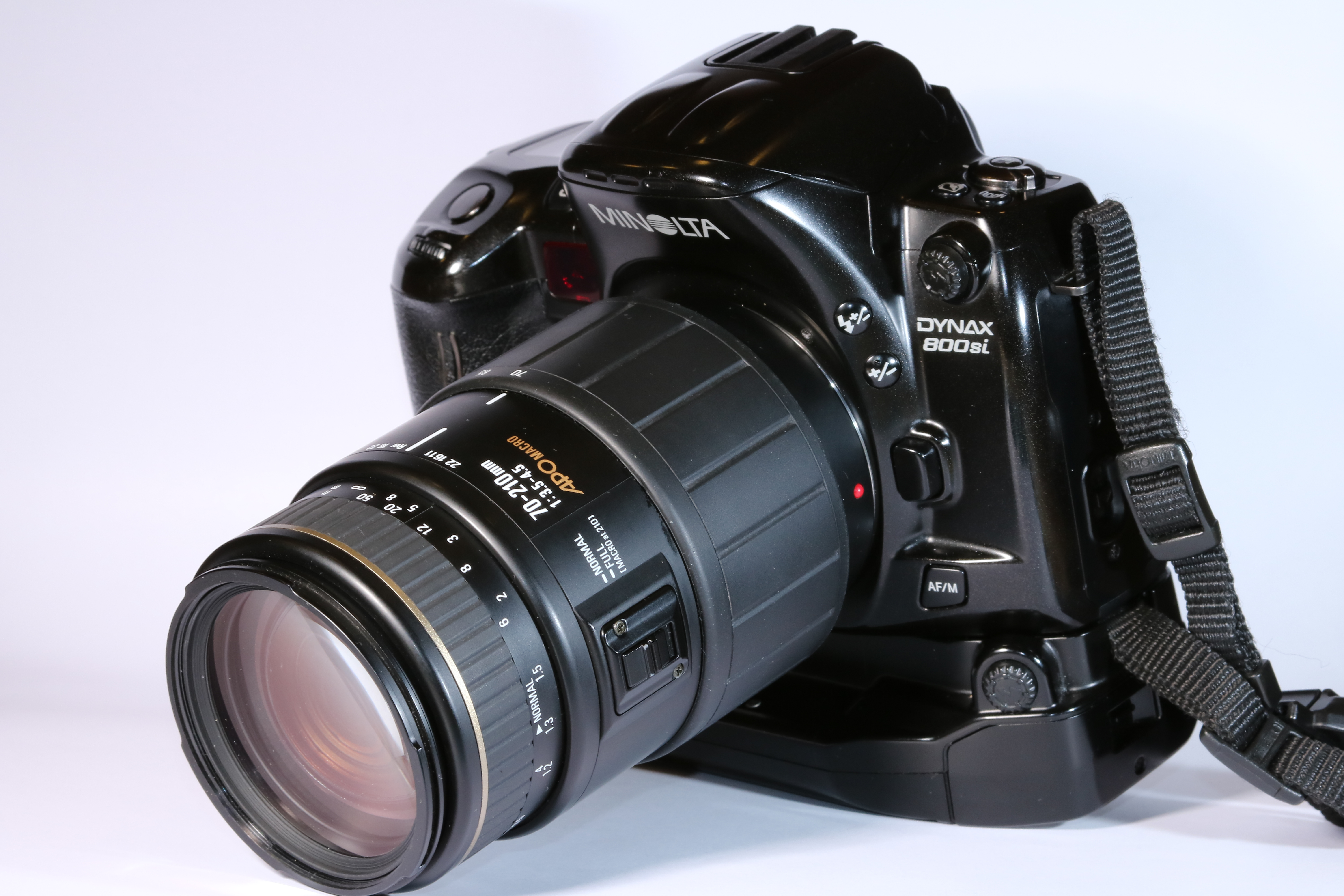
Minolta Dynax 800si avec objectif Sigma 70-210 mm 1:3.5-4.5 et grip VC-700.

- Minolta Dynax 800si
- Minolta Dynax 700si
- Minolta Dynax 600si
- Minolta Dynax 505si
- Minolta Dynax 500si Super
- Minolta Dynax 500si
- Minolta Dynax 400si
- Minolta Dynax 303si
- Minolta Dynax 300si

### Cinquième génération
- Minolta Dynax 9
- Minolta Dynax 7
- Minolta Dynax 5

## Boîtiers numériques Konica Minolta
- Konica Minolta Dynax 7D
- Konica Minolta Dynax 5D

## Boîtiers numériques Sony à visée optique
- Alpha 100
- Alpha 700
- Alpha 200
- Alpha 300
- Alpha 350
- Alpha 900
- Alpha 230
- Alpha 330
- Alpha 380
- Alpha 850
- Alpha 450
- Alpha 500
- Alpha 550
- Alpha 560 [pas distribué en France]
- Alpha 580 [pas distribué en France]

## Boîtiers numériques Sony à visée électronique
- Alpha 33
- Alpha 35
- Alpha 37
- Alpha 55
- Alpha 57
- Alpha 58
- Alpha 65
- Alpha 68
- Alpha 77
- Alpha 77 II
- Alpha 99
- Alpha 99 II

## Boîtiers numériques Hasselblad
- Hasselblad HV

## Objectifs

### Dénominations
DTDigital Technology, objectifs couvrant la surface d’un capteur numérique APS-C.
APOObjectif à lentilles apochromatiques
GObjectif de qualité professionnelle
SSMSuperSonic Motor, objectif doté d’une motorisation ultrasonique.
DDistance Integration, objectif transmettant des informations sur la distance de mise au point, dans le cadre du mode flash ADI (Advanced Distance Integration).
xiZoom motorisé.
STFSmooth Transition Focus, objectif doté d’un élément adoucissant les transitions entre les zones nettes et floues.

### Versions
Certaines des marques de révision ci-dessous ont été adoptées par la littérature et les possesseurs de matériel, faute de marque officielle.
OriginalSe passe d’explication.
RSRestyled, ou encore New, modifications esthétiques et/ou ergonomiques pouvant s’accompagner de mises à jour techniques (autofocus plus rapide, fonction D).
HSHigh Speed, autofocus plus rapide (certains objectifs pouvaient être mis à jour dans des centres agréés).
SonyÀ l’exception des Carl Zeiss, de design original, certaines optiques Sony sont des Minolta RS réétiquetées, parfois dotées d’un revêtement antireflet supplémentaire optimisé pour les capteurs numériques.

### Zooms plein format
- Carl Zeiss Vario-Sonnar T* 16-35 mm f/2.8 ZA
- AF 17-35 mm f/2.8/4 (D)
- AF 17-35 mm f/3.5 G
- AF 20-35 mm f/3.5-4.5
- AF 24-50 mm f/4 (Original, RS)
- AF 24-70 mm f/2.8
- Carl Zeiss Vario-Sonnar T* 24-70 mm f/2.8 ZA
- AF 24-85 mm f/3.5-4.5 (RS, II)
- AF 24-105 mm f/3.5-4.5 (D, Sony)
- AF 28-70 mm f/2.8 G
- AF 28-75 mm f/2.8 (D)
- AF 28-80 mm f/3.5-5.6 (RS, D)
- AF 28-80 mm f/4.5-6 (xi, RS)
- AF 28-85 mm f/3.5-4.5 (Original, RS)
- AF 28-100 mm f/3.5-4.5 (D)
- AF 28-105 mm f/3.5-4.5 (RS, II)
- AF 28-105 mm f/3.5-4.5 xi
- AF 28-135 mm f/4-4.5
- AF 35-70 mm f/3.5-4.5 (Original, II)
- AF 35-70 mm f/4 (Original, RS, II)
- AF 35-80 mm f/4-5.6 (RS, xi II)
- AF 35-105 mm f/3.5-4.5 (Original, RS)
- AF 35-200 mm f/4.5-5.6 xi
- AF 70-200 mm f/2.8 Apo G (D) SSM
- AF 70-210 mm f/3.5-4.5
- AF 70-210 mm f/4
- AF 70-210 mm f/4.5-5.6 (RS, II)
- AF 70-400 mm f/4-5.6 G SSM II (Sony)
- AF 75-300 mm f/4.5-5.6 (Original, RS, D, Sony)
- AF 80-200 mm f/2.8 APO
- AF 100-200 mm f/4.5
- AF 100-300 mm f/4.5-5.6 (RS, APO, APO D)
- AF 100-400 mm f/4.5-6.7 APO

### Zooms DT
- AF DT 11-18 mm f/4.5-5.6 (D, Sony)
- AF DT 16-105 mm f/3.5-5.6 (D, Sony)
- AF DT 16-50 mm f/2.8 SSM (Sony)
- AF DT 18-55 mm f/3.5-5.6 SAM (D,Sony)
- AF DT 18-70 mm f/3.5-5.6 (D, Sony)
- AF DT 18-200 mm f/3.5-6.3 (D, Sony)
- AF DT 18-250 mm f/3.5-6.3 (Sony)
- AF DT 55-200 mm f/4-5.6 (D, Sony)
- AF DT 55-200-2 mm f/4-5.6 SAM (D, Sony)
- Carl Zeiss Vario-Sonnar T* DT 16-80 f/3.5-4.5 ZA

### Focales fixes
- AF 16 mm f/2.8 Fisheye (Original, Sony)
- AF 20 mm f/2.8 (Original, RS, Sony)
- AF 24 mm f/2.8 (Original, Sony)
- Carl Zeiss Distagon T* 24mm f/2 SSM ZA
- AF 28 mm f/2 (Original, RS)
- AF 28 mm f/2.8 (Original, Sony)
- AF DT 35 mm f/1.8 (Sony)
- AF 35 mm f/2.0 (Original, RS)
- AF 35 mm f/1.4 (Original, Sony)
- AF 50 mm f/1.4 (Original, RS, Sony)
- AF 50 mm f/1.7 (Original, RS)
- AF DT 50 mm f/1.8 SAM (D,Sony)
- AF 50 mm f/2.8 Macro (Original, RS, D, Sony)
- AF 50 mm f/3.5 Macro
- AF 85 mm f/1.4 (Original, G, G D, G D Limited)
- Carl Zeiss Planar T* 85 mm f/1.4 ZA
- AF 100 mm f/2
- AF 100 mm f/2.8 Soft Focus (SF)
- AF 100 mm f/2.8 Macro (Original, RS, D, Sony)
- Carl Zeiss Sonnar T* 135 mm f/1.8 ZA
- AF 135 mm f/2.8
- STF 135 mm f/2.8 [T4.5]* (RS, Sony)
- AF 200 mm f/2.8 APO G (Original, HS)
- AF 300 mm f/2.8 APO G (Original, HS)
- AF 300 mm f/2.8 APO SSM G (Original, Sony)
- AF 300 mm f/4 APO G HS
- AF 400 mm f/4.5 APO G HS
- AF 500 mm Reflex (RS, Sony)
- AF 500 mm f/4 SSM G (Sony)
- AF 600 mm f/4 APO G (Original, HS)

## Téléconvertisseurs
- AF 1.4x (APO, APO II, D, Sony)
- AF 2x (APO, APO II, (D), Sony)
- AF 2x M/A S (pour les objectifs manuels d’une focale inférieure à 300 mm)
- AF 2x M/A L (pour les objectifs manuels d’une focale supérieure à 300 mm)